# Grand-Fayt
Grand-Fayt ist eine französische Gemeinde mit 471 Einwohnern (Stand: 1. Januar 2022) im Département Nord in der Region Hauts-de-France. Sie gehört zum  Arrondissement Avesnes-sur-Helpe, zum Kanton Avesnes-sur-Helpe. Die Einwohner werden Fagusiens genannt.

## Geografie
Die Gemeinde Grand-Fayt liegt im Regionalen Naturpark Avesnois, etwa neun Kilometer westsüdwestlich von Avesnes-sur-Helpe an der Helpe Mineure. Umgeben wird Grand-Fayt von den Nachbargemeinden Maroilles im Westen und Norden, Taisnières-en-Thiérache im Norden und Nordosten, Marbaix im Nordosten und Osten, Petit-Fayt im Osten und Süden sowie Prisches im Süden und Südwesten.

## Bevölkerungsentwicklung
| Jahr                       | 1962 | 1968 | 1975 | 1982 | 1990 | 1999 | 2006 | 2013 | 2020 |
| Einwohner                  | 499  | 476  | 460  | 426  | 420  | 446  | 463  | 513  | 477  |
| Quellen: Cassini und INSEE |      |      |      |      |      |      |      |      |      |

## Sehenswürdigkeiten
- Kirche Saint-Pierre-ès-Liens aus dem 12. Jahrhundert
- Kapelle Notre-Dame-de-Bon-Secours, 1671 erbaut
- Kapelle Sainte-Renel
- Wassermühle um 1600 (Monument historique)

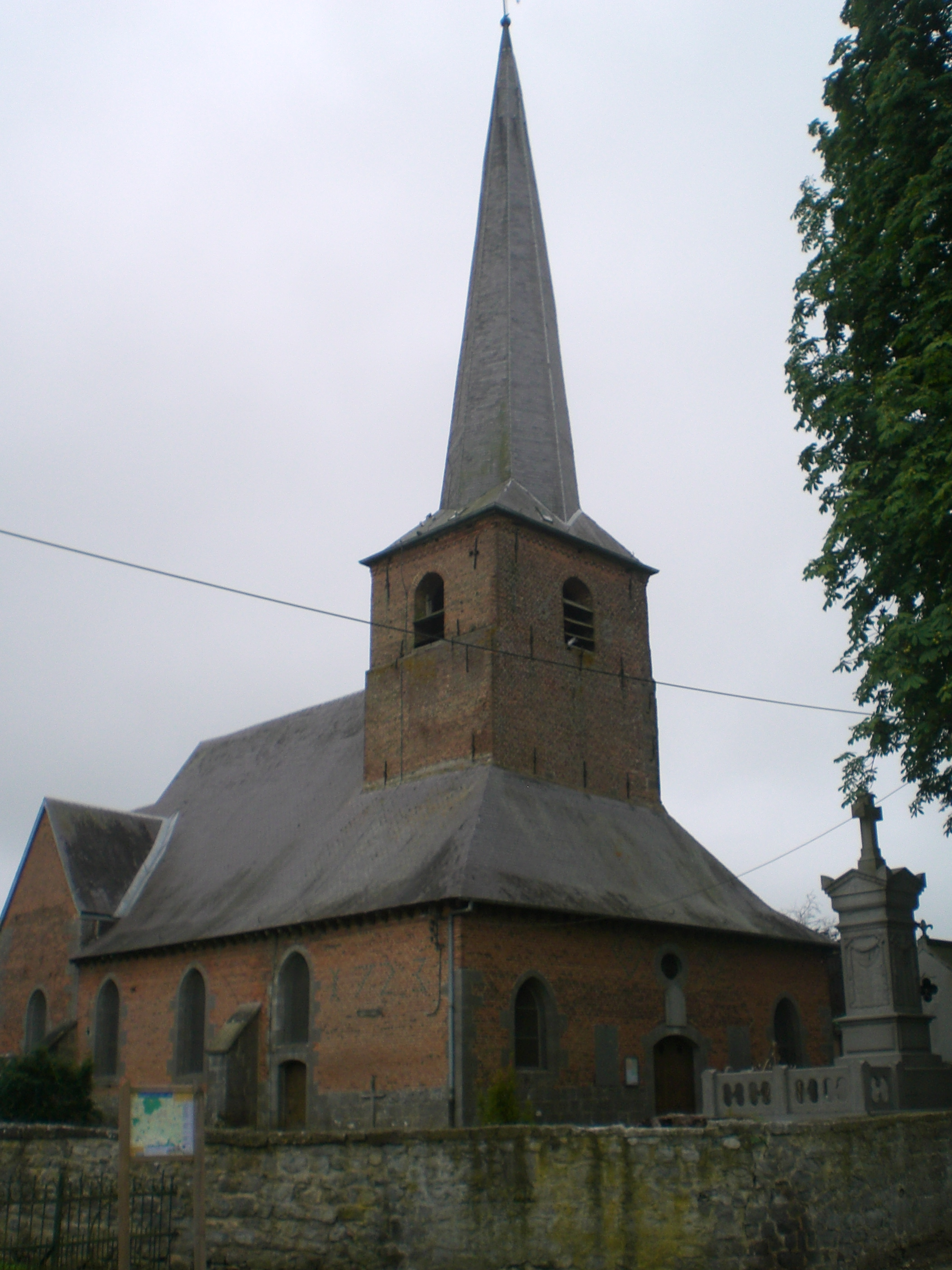
Kirche Saint-Pierre-ès-Liens
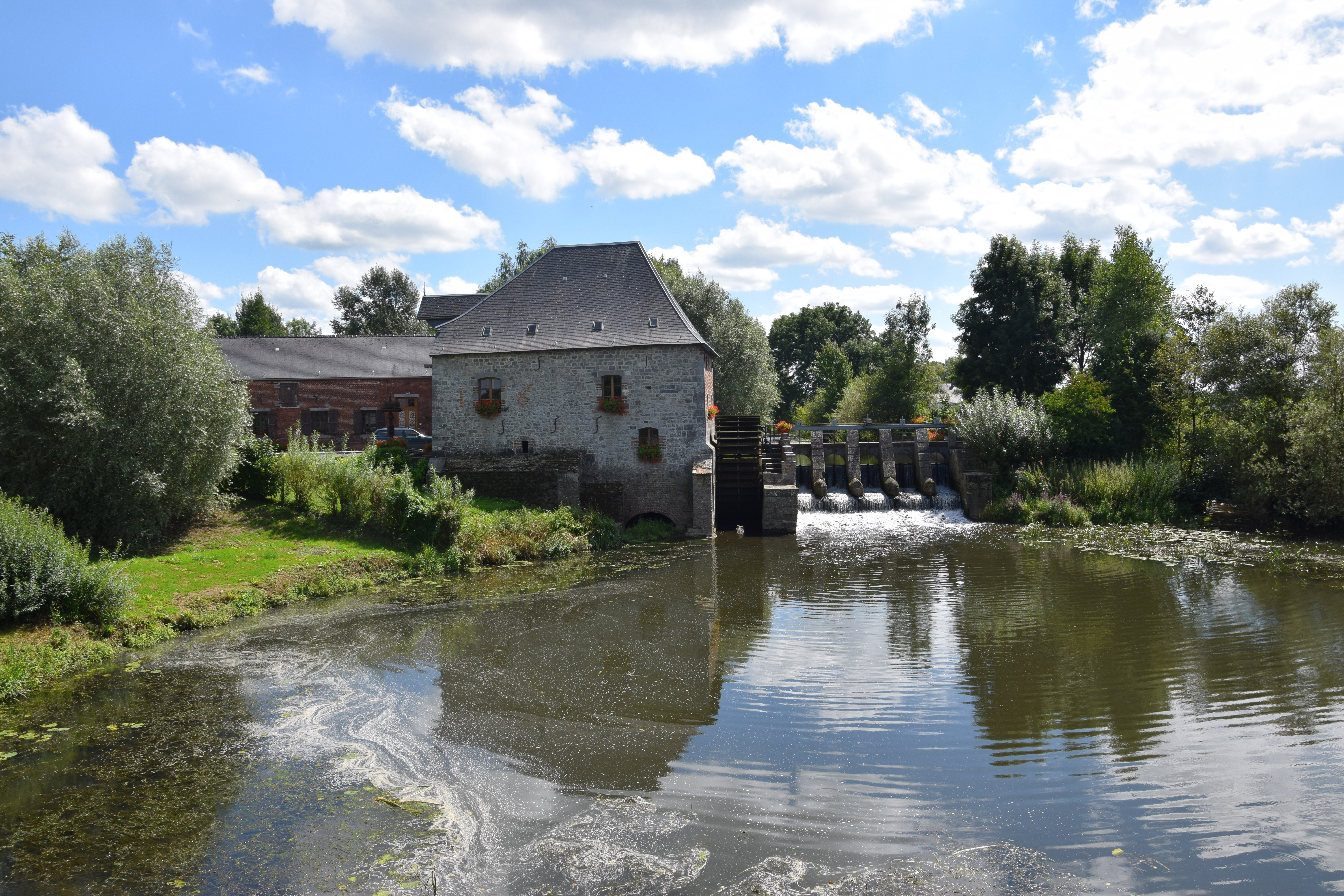
Wassermühle (Monument historique)
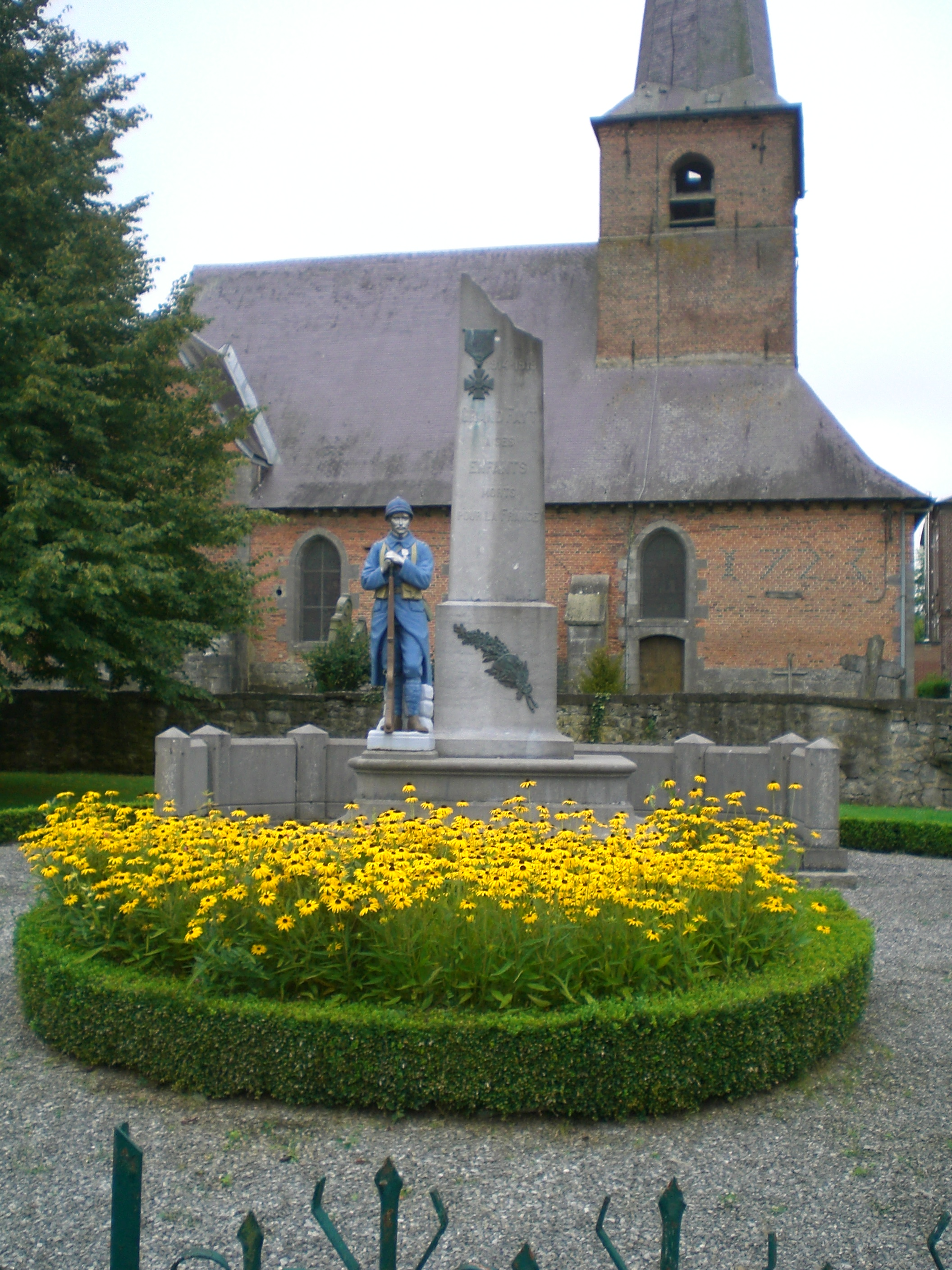
Gefallenendenkmal